# 擁翠亭

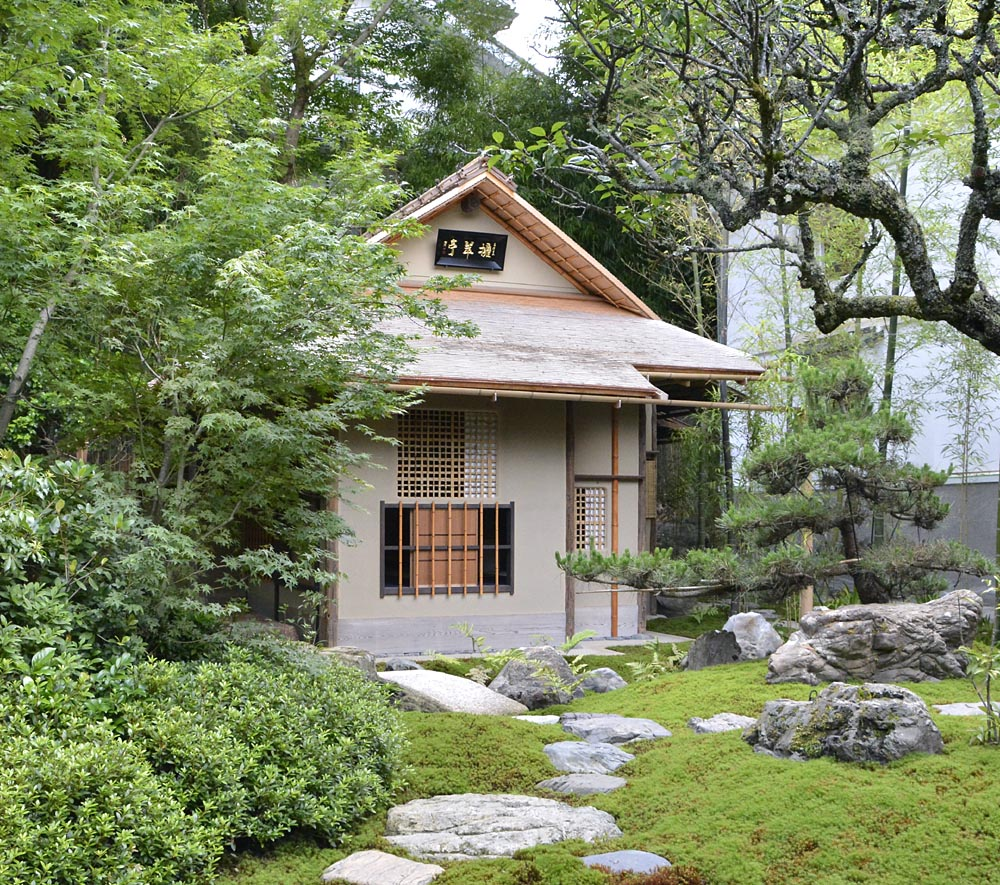
日本一窓の多い小堀遠州の茶室「擁翠亭」

擁翠亭（ようすいてい）は、かつて京都の擁翠園内にあり、鷹峯の太閤山荘に移築された、江戸時代前期の京の装剣金工（彫金）師後藤覚乗（勘兵衛尉光信）邸にあった13の窓（口）を持つ多窓茶室。別名「十三窓席」。擁翠亭の名は巨松があったことによる。現在は京都市の古田織部美術館で保存されている。

## 歴史
寛永年間、加賀藩2代藩主前田利常が、御羽織衆の後藤覚乗邸（擁翠園）に建てたもので、他に、上段のある書院と堂腰掛などがあった。設計は小堀遠州。江戸時代中期、覚乗の末裔の6代玄乗（勘兵衛光令）は表千家如心斎宗左の高弟で如心斎好みの茶室を新造。擁翠亭は窓の少ない千家好みと異なっていたこともあってか、清蓮院（現清蓮寺、中京区丸太町御前東入）に譲渡された。
明治初年の寺域縮小の際に、擁翠亭は解体され、材は数寄屋大工師3代平井儀助が譲り受け、140年間眠り続けることになる。7代に至り、倉庫引っ越しの際に「かんべえ茶室」図面とともに古材を発見。茶室研究家・中村昌生により、天明の大火で焼失したと考えられていた白河楽翁（松平定信）収集の茶室起こし絵図等に残る名席「小堀遠州好 後藤勘兵衛宅茶室」（擁翠亭）であることが明らかにされ、平成27年（2015年）古田織部美術館の敷地内に移築。その際、名石を用いて遠州好に倣った露地がつくられ、中潜の内腰掛の石の配列は遠州の伏見奉行屋敷の古図をもとに再現されている。平成27年6月30日、遠州茶道宗家13世不傳庵小堀宗実家元により、正客に林屋晴三、次客に熊倉功夫を招き、擁翠亭の席披茶会が開かれる。その後、美術館は北山に移転。

## 構成

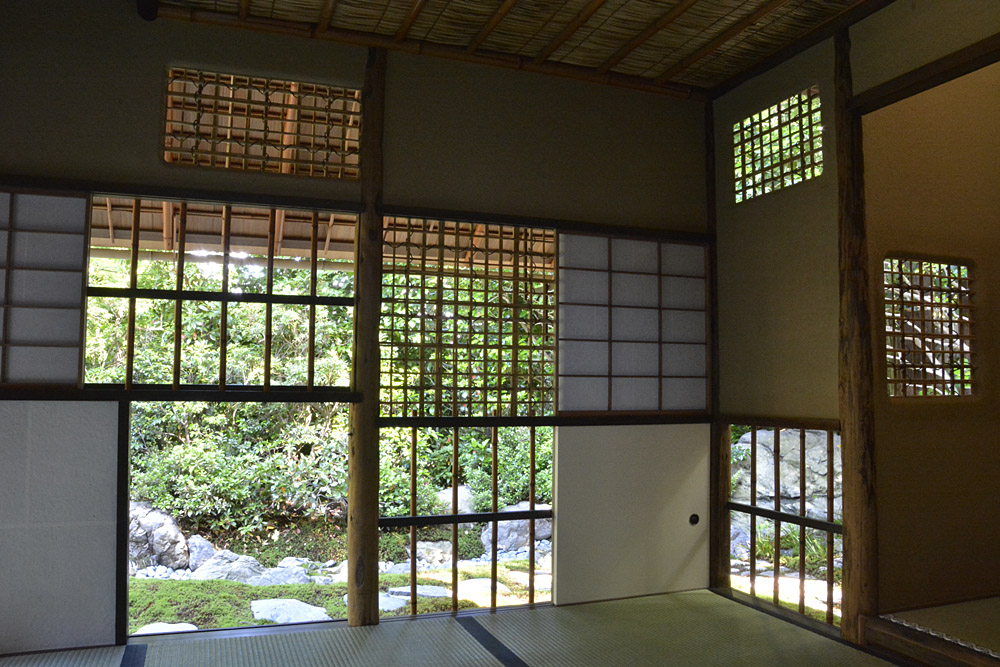
擁翠亭内部「八窓を臨む」

急勾配の杮葺き入母屋造の3畳台目の茶室で、2畳の水屋が付属し、江戸時代中期に2畳増築されている。
躙口（にじりぐち）の外には1間半の吹抜の土庇（どびさし）が付き、沓脱石は7尺の巨石で刀掛石と併用する形となっている。4尺の床があり、台目畳は床から半畳ほど離れており、茶道口と給仕口が矩折（かねおり）に配されている。躙口は壁の中央にあり、入室する客は正面に台目構えを見るようになっている。連子窓の上に下地窓を重ねる手法を3ヵ所繰り返しており、また連子窓の下辺が畳に接しており、床脇の壁の窓は倹飩（けんどん）の襖になっている。これは遠州の創意である。元々池泉庭園の池畔に建てられていたので、それを眺めるために低い位置に窓を配したと指摘されている。
扁額は、中国明代の書家によって万暦年間に書かれたもので、現在は復元である。
色紙窓、風炉先窓、墨跡窓など躙口も含めて合計13の窓（口）があり、遠州の伏見奉行屋敷4畳台目茶室（焼失）の12（躙口を除くと11）を超えて歴史的建造物として「世界で一番窓が多い建物」となっている。なお、伏見奉行屋敷には突上窓が2あるが、それを設けていない。擁翠亭は極めて開放的な茶室であり、「きれいさび」の茶室の極致といえるものである。
令和2年（2020年）、窓研究所によって、海外（ロンドン、サンパウロ、ロサンゼルス）に紹介（「窓は文明であり、文化である」展）された。

## 利用案内
- 「擁翠亭」内部見学料（外露地より中潜、腰掛ほか「太閤の間」「化龍亭」の見学）3000円（2名以上）。１名の場合4000円。詳細解説付は別途2000～3000円。滝見茶室「化龍亭」での呈茶を1000円で依頼できる。土曜日が中心で日曜日・祝日は団体以外不可。見学時間は9時30分から17時（受付16時30分まで）。冬期は16時まで。

## 関連文献
- 堀口捨巳監修『茶室おこし絵図集 第5集』（墨水書房、1964年）

- Blu-ray/DVD『前田利常×小堀遠州 蘇る日本一窓の多い茶室 擁翠亭』（擁翠亭保存会、宮帯出版社発売、2017年）
- 『なごみ』2022年8月号（淡交社）ーニッポン茶室ジャーニー「世界一窓が多い茶室　擁翠亭」（藤森照信×はな）
- 『茶室33選－利休・遠州から近代まで』a+u2022年11月臨時増刊号（新建築）

## 所在地
- 京都府京都市北区大宮釈迦谷10-37

## アクセス
- 地下鉄烏丸線北大路駅より京都市営バス北1号系統玄琢行き、釈迦谷口下車、徒歩8分
- 山陰本線（嵯峨野線）二条駅より京都市営バス6号系統佛教大学経由 玄琢行き、釈迦谷口下車、（坂道）徒歩8分
- 阪急大宮駅・嵐電四条大宮駅より京都市営バス6号系統玄琢行き、釈迦谷口下車、（坂道）徒歩8分
- 地下鉄烏丸線北大路駅・北山駅よりタクシー8分
- 嵐電北野白梅町駅よりタクシー12分
- 京阪出町柳駅よりタクシー15分
- 京都駅よりタクシー30分

## 近隣
- 源光庵・正伝寺（伏見城落城の際、床板から移した血天井がある）